# Akra Leuké
Akra Leuké, Leuké Akra ou Akra Leuka (en grec Ἂκρα Λευκῆ / Akra Leukḗ ou Λευκῆ Ἂκρα / Leukḗ Akra) est le nom d'une base militaire fondée par Hamilcar Barca en 231 av. J.-C. et qui semble correspondre à la ville ibéro-romaine de Lucentum (es).